# Kexi
Kexi je open source nástroj na návrh a implementaci databází z kancelářského balíku Calligra. Jedná se o produkt, který je konkurenční k Microsoft Access z balíku Microsoft Office. Kexi umožňuje propojení s databázovými servery MySQL či PostgreSQL, ale umí též pracovat se zabudovanou databázovou knihovnou SQLite.